# Locomotiva 0-4-0+0-4-0

Esquema do arranjo 0-4-0+0-4-0.

Um arranjo 0-4-0+0-4-0 na notação Whyte de classificação de locomotivas a vapor, se trata de uma locomotiva articulada do tipo Garratt em que os rodeiros são arranjados da seguinte forma: sem rodas líderes, seguido de quatro rodas motrizes e nenhuma roda de arrasto, ligada a uma outra parte de igual arranjo, tendo a cabine e a caldeira no centro.
Outras equivalências da classificação são:
Classificação UIC: B+B (também conhecida na Classificação Alemã e na Classificação Italiana)

Classificação Francesa: 020+020

Classificação Turca: 22+22

Classificação Suíça: 2/2+2/2 até meados dos anos de 1920, depois designado 4/4

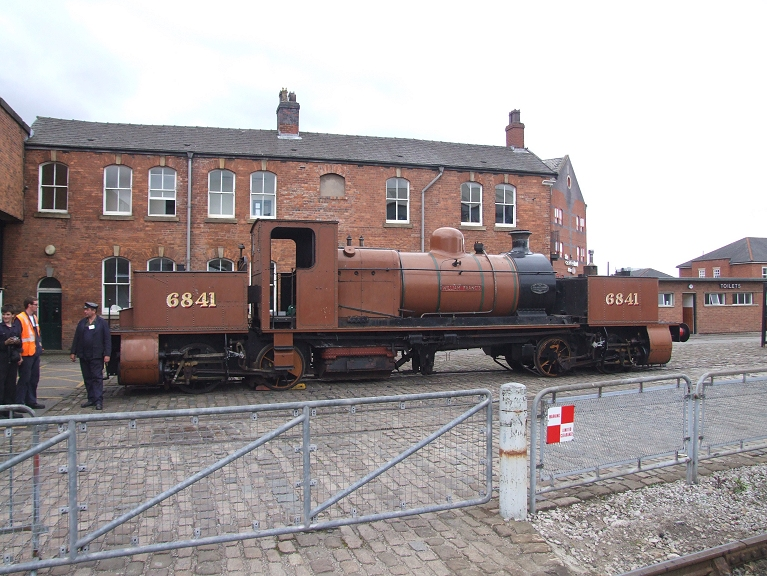
Uma Garratt William Francis, como o arranjo 0-4-0+0-4-0.